# Monica Rock
Der Monica Rock (spanisch Roca Mónica) ist ein Klippenfelsen im Archipel der Südlichen Shetlandinseln. Er liegt 1,1 km westlich von Cornwall Island in der English Strait. Bei normalem Wasserstand erscheint er als zwei Felsen.
Teilnehmer der 4. Chilenischen Antarktisexpedition (1949–1950) kartierten und benannten ihn. Namensgeberin ist die älteste Tochter von Leutnant Venturini, eines der Offiziere dieser Forschungsreise. Das UK Antarctic Place-Names Committee übertrug diese Benennung 1971 ins Englische.